# Letternet
Letternet war ein Club, der weltweit Brieffreundschaften vermittelte. Gegründet wurde Letternet 1997 von der Deutschen Post AG. Mit zeitweise mehr als 1,4 Millionen Mitgliedern in über 170 Ländern war Letternet das größte Angebot seiner Art. Am 16. Januar 2014 wurde der Club eingestellt.

## Geschichte
Um Mitglied im Letternet zu werden und Brieffreunde zu finden, war bis 2008 das Ausfüllen und Einsenden eines Fragebogens mit persönlichen Daten wie der Adresse und den persönlichen Vorlieben nötig. Aus einer Datenbank wurden darauf immer wieder neue passende Brieffreunde gefunden, deren Adressen man zugesandt bekam. Zu den Auswahl-Kriterien zählten u. a. das Geschlecht, die Nationalität, die Interessen und die Sprache.
Mit der Umstellung auf ein Online-Portal im Jahr 2009 war eine Online-Registrierung mit persönlichen Daten wie der Adresse und den persönlichen Vorlieben nötig. In einer Datenbank konnten die neuen Mitglieder anschließend weltweit nach geeigneten Brieffreunden suchen. Dem Wunsch-Brieffreund schickte man direkt online eine Kontaktanfrage. Sobald dieser die Kontaktanfrage bestätigte, bekamen beide die Postadresse des anderen angezeigt. Jetzt konnten sie mit dem Briefeschreiben beginnen.
Am 16. Januar 2014 wurde Letternet abgestellt. Das Verhältnis von Kosten und Nachfrage war nicht mehr im Gleichgewicht.

## Lettermag
Das Lettermag war die vierteljährlich erscheinende Clubzeitschrift des Letternet, die jedes registrierte Mitglied zugeschickt bekam. Anfangs gab es eine einheitliche Ausgabe und ab August 2003 eine Variante mit dem Namen Lettermag Young mit der Zielgruppe von Kinder und Jugendlichen. Zugunsten der Letternet-Website wurden beide Varianten des Lettermag eingestellt. Im Letternet Online-Portal fand man anschließend Artikel zu kulturellen Ereignissen oder auch Länderportraits. Letternet bot damit Hintergrundinformationen zu den Ländern, aus denen die Mitglieder stammten.